# Condado de Knox (Indiana)
El condado de Knox (en inglés: Knox County), fundado en 1790, es uno de 92 condados del estado estadounidense de Indiana. En el año 2000, el condado tenía una población de 39 256 habitantes y una densidad poblacional de 29 personas por km². La sede del condado es Vernon. El condado recibe su nombre en honor a Henry Knox. 

## Geografía
Según la Oficina del Censo, el condado tiene un área total de 1357 km², de la cual 1336 km² es tierra y 21 km² (0.30%) es agua.

### Condados adyacentes
- Condado de Sullivan (norte)
- Condado de Greene (noreste)
- Condado de Daviess (este)
- Condado de Pike (sureste)
- Condado de Gibson (sur)
- Condado de Wabash (suroeste)
- Condado de Lawrance (oeste)
- Condado de Crawford (noroeste)

## Demografía
Según la Oficina del Censo en 2007, los ingresos medios por hogar en el condado eran de $31 362 y los ingresos medios por familia eran $41 273. Los hombres tenían unos ingresos medios de $30 536 frente a los $20 916 para las mujeres. La renta per cápita para el condado era de $16 085. Alrededor del 16.00% de la población estaban por debajo del umbral de pobreza.

## Transporte

### Principales autopistas
- U.S. Route 41
- U.S. Route 50
- U.S. Route 150
- Ruta Estatal de Indiana 58
- Ruta Estatal de Indiana 59
- Ruta Estatal de Indiana 61
- Ruta Estatal de Indiana 67
- Ruta Estatal de Indiana 159
- Ruta Estatal de Indiana 241
- Ruta Estatal de Indiana 441

## Municipalidades

### Ciudades y pueblos
- Bicknell
- Bruceville
- Decker
- Edwardsport
- Freelandville
- Monroe City
- Oaktown
- Sandborn
- Vincennes
- Westphalia
- Wheatland

### Municipios
El condado de Knox está dividido en 10 municipios:
- Busseron
- Decker
- Harrison
- Johnson
- Palmyra
- Steen
- Vigo
- Vincennes
- Washington
- Widner